# Präsidentschaftswahl in Sierra Leone 2023
Die Präsidentschaftswahl in Sierra Leone 2023 zur Wahl des Staatspräsidenten von Sierra Leone fand am 24. Juni 2023, gemeinsam mit der Parlaments- und Lokalratswahlen, statt.
Die Wahl wurde von Amtsinhaber Julius Maada Bio der SLPP im ersten Wahldurchgang mit 56,17 Prozent der Stimmen gewonnen.

## Wahlsystem
Alle Staatsbürger ab 18 Jahre waren zur Wahl aufgerufen. Für die Wahl des Präsidenten sind im ersten Wahldurchgang mit 55 Prozent der Stimmen erforderlich. Anderenfalls kommt es zu einer Stichwahl zwischen den beiden im zweiten Wahldurchgang erfolgreichsten Kandidaten. Die Wahl wurde von der Electoral Commission for Sierra Leone (ECSL) organisiert.

## Ausgangslage
Julius Maada Bio der Sierra Leone People’s Party (SLPP) hatte die Präsidentschaftswahl  2018 gewonnen. In der ersten Runde bekam er 43,3 Prozent und damit nur 0,6 Prozentpunkte mehr als sein stärkster Herausforderer Samura Kamara des All People’s Congress (APC). In der anschließenden Stichwahl setzte sich Bio mit 51,81 Prozent durch.
Vor den Präsidentschaftswahlen 2023 kam es zu Zusammenstößen zwischen demonstrierenden Anhängern der APC und der Polizei.

## Kandidaten
Jeder Präsidentschaftskandidat musste mit der Nominierung 36 Millionen Leones hinterlegen.
Amtsinhaber Bio wurde 2021 auf dem Parteikongress der SLPP zum Präsidentschaftskandidaten für 2023 gewählt. Bio ging, wie schon 2018, mit Mohamed Juldeh Jalloh als Vizepräsidentschaftskandidat in das Rennen um das höchste Amt im Staat. Auch Kamara trat für den APC wieder an. Er gab seinen Vizekandidaten Chernor Bah im März 2023 bekannt.
Eine mögliche Koalition mit anderen Kandidaten, vor allem der National Grand Coalition Party, gilt mit Stand 2022 als gescheitert.
Am 11. Mai 2023 wurde die endgültige Liste der aufgestellten Präsidentschaftskandidaten bekanntgegeben. Die NGC und die C4C haben sich hinter Bio als Kandidaten gestellt.

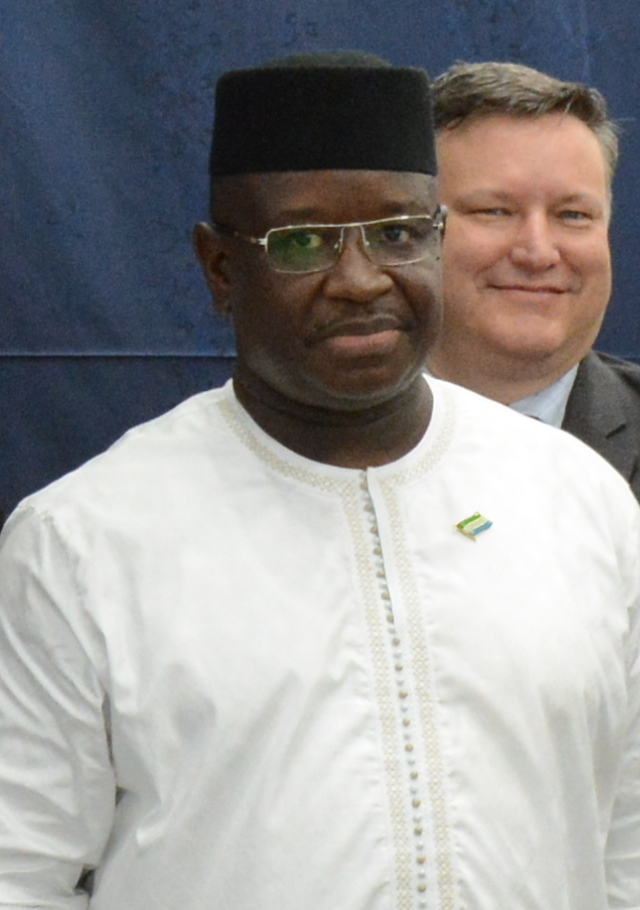
Julius Maada Bio (SLPP)
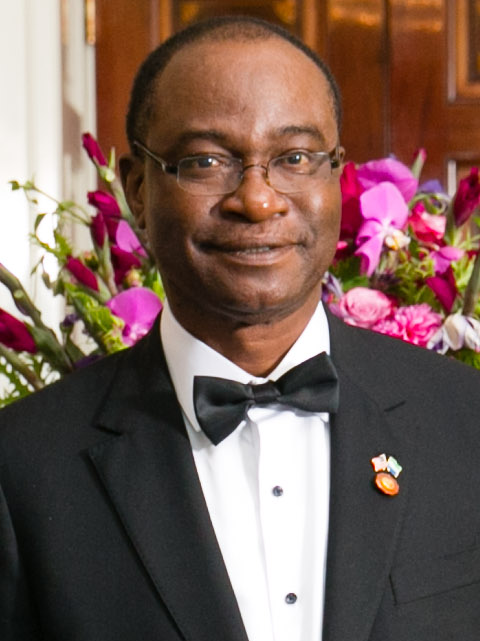
Samura Kamara (APC)

## Wahlergebnis
Die Wahlleitung räumte Probleme bei der Zustellung von Wahlunterlagen an Wahllokale ein, diese sollen aber nur vereinzelt aufgetreten sein und keinen großen Einfluss auf das Ergebnis haben. Die Auszählung der Ergebnisse sollte einige Tage in Anspruch nehmen. Bio und Kamara beanspruchten allerdings beide direkt nach der Wahl den Wahlsieg für sich. Oppositionsführer Kamara warf am Tag nach der Wahl der Polizei vor, ein Attentat auf ihn versucht zu haben.
Das Ergebnis wurde von Oppositionskandidat Kamara mit Stand 27. Juni 2023 nicht akzeptiert. Wahlbeobachter der Europäischen Union äußerten ebenfalls Zweifel, da es an Transparenz und Kommunikation durch die Wahlkommission mangele.
| Partei                                         | Präsidentschaftskandidat (Vizekandidat)  | Stimmen   | Stimmenanteil (in %) |
| ---------------------------------------------- | ---------------------------------------- | --------- | -------------------- |
| National Democratic Alliance (NDA)             | Mohamed Bah (Mariatu Turay)              | 21.630    | 0,77                 |
| Sierra Leone People’s Party (SLPP)             | Julius Maada Bio (Mohamed Juldeh Jalloh) | 1.566.932 | 56,17                |
| People¹s Democratic Party (PDP)                | Prince Coker                             | 5.981     | 0,21                 |
| Citizen’s Democratic Party (CDP)               | Mohamed Jonjoh                           | 2.367     | 0,08                 |
| United National People’s Party (UNPP)          | Saa Kabuta                               | 4.059     | 0,15                 |
| Alliance Democratic Party (ADP)                | Iye Kakay (Ambrose Kodi)                 | 4.336     | 0,16                 |
| Peace and Liberation Party (PLP)               | Nabieu Kamara                            | 7.717     | 0,28                 |
| All People’s Congress (APC)                    | Samura Kamara (Chernor Bah)              | 1.148.262 | 41,16                |
| Peoples Movement for Democratic Change (PMCD)  | Charles Margai (Tony Songa)              | 16.012    | 0,57                 |
| Revolutionary United Front Party (RUFP)        | Abdulahi Saccoh (Alice Pyne)             | 6.796     | 0,24                 |
| National Unity and Reconciliation Party (NURP) | Jonathan Sandy (Kombo Nbawa)             | 1.369     | 0,05                 |
| United Democratic Movement (UDP)               | Mohamed Sowa-Turay                       | 1.665     | 0,06                 |
| Republican National Independent Party (ReNIP)  | Beresford Williams (Kandija Bangura)     | 2.692     | 0,10                 |
| GESAMT (gültig)                                | GESAMT (gültig)                          | 2.789.808 |                      |
| Ungültige Stimmen                              | Ungültige Stimmen                        | 10.833    |                      |
| Abgegebene Stimmen                             | Abgegebene Stimmen                       | 2.800.691 |                      |
| Wahlbeteiligung                                | Wahlbeteiligung                          | 83 %      |                      |